# Labigastera latiforceps
Labigastera latiforceps là một loài ruồi trong họ Tachinidae.